# Nasza Gazeta
Nasza Gazeta – polski tygodnik wydawany w Wilnie od 1989 roku. Pierwsze polskie niezależne czasopismo na Litwie, organ Związku Polaków na Litwie (ZPL).

## Historia
Litewska SRR była jedyną republiką w ZSRR, gdzie od 1944 roku stale (krótka przerwa trwała jedynie od 31 marca 1948, do 2 października 1949 roku) ukazywały się czasopisma w języku polskim, przeznaczone dla mieszkających tam Polaków. Mimo że do roku 1989 ukazywało się w różnych okresach łącznie 40 takich tytułów, to trudno je nazwać gazetami polskimi. W zdecydowanej większości były to tłumaczenia gazet rosyjskich i litewskich. Jedynie wydawana w latach 1944–1948 „Prawda Wileńska” oraz „Czerwony Sztandar” wydawany w latach 1953–1989, były od początku przygotowywane i redagowane w języku polskim. Natomiast periodyk „Kobieta Radziecka” (1952–1989) stanowił mutację litewskiego oryginału, gdzie czasem zamieszczano osobne teksty przygotowane w polskiej redakcji czasopisma. Diametralna zmiana nastąpiła w czasach pierestrojki, w okresie przejęcia rządów w ZSRR przez Michaiła Gorbaczowa. Na fali ruchu odrodzeniowego w republikach radzieckich, na terenie Litewskiej SRR powstało Stowarzyszenia Społeczno-Kulturalnego Polaków na Litwie SSKPL przekształcone po niecałym roku w Związek Polaków na Litwie, które stawiało sobie za cel obronę praw polskiej mniejszości na Litwie. Ponieważ znaczną część założycieli organizacji stanowili dziennikarze dziennika „Czerwony Sztandar”, w naturalny sposób na jego łamach znalazło się miejsce do publikacji materiałów stowarzyszenia. Szybko jednak się okazało, że gazeta, która była organem Komitetu Centralnego Komunistycznej Partii Litwy, a po przemianach w republice gazetą rządową, nie zawsze mogła zamieszczać wszystkich materiałów jakie chciało przedstawić SSKPL. Dlatego powstała potrzeba powołania niezależnego czasopisma, o którego kształcie i jego zawartości będą decydować sami Polacy. Pomysł ten udało się zrealizować 22 października 1989 roku, kiedy SSKPL było już przekształcone w ZPL, dlatego czasopismo otrzymało podtytuł Biuletyn Związku Polaków na Litwie. Podtytuł dobrze opisuje charakter tego czasopisma, w którym zamieszczano dokumenty związku, komentowano aktualne wydarzenia w kraju z perspektywy polskiej mniejszości. Z czasem znalazło się w tym czasopiśmie także miejsce na inne teksty nie związane bezpośrednio z działalnością ZPL, jednak dające obraz życia społeczności polskiej na Litwie. Dlatego dzisiaj jest to świetne źródło do budowania obrazu sytuacji Polaków na Litwie od 1989 roku.
Pierwszym redaktorem naczelnym „Naszej Gazety” był Artur Płokszto (1989–1992), po nim zaś stanowisko to zajmowali Zygmunt Żdanowicz od 1992, Henryk Mażul, Ryszard Maciejkianiec, Władysław Strumiło, Czesława Paczkowska, Anna Pilarczyk, Janina Lisiewicz. Pracownicy gazety z czasem odegrali ważną rolę przy tworzeniu innych tytułów polskich tytułów prasowych na Litwie. Niektórzy zaś zaznaczyli się w życiu politycznym niepodległej już Litwy. Pierwszy redaktor naczelny, Artur Płokszto w 1992 roku został posłem do litewskiego Sejmu z listy ZPL, zaś w roku 1996 z Litewskiej Demokratycznej Partii Pracy, później był europosłem, zaś w 2007 roku  sekretarzem litewskiego Ministerstwa Obrony Narodowej. Z kolei pracujący w „Naszej Gazecie” Waldemar Tomaszewski jest dzisiaj liderem Akcji Wyborczej Polaków na Litwie oraz europosłem.
Na dalsze losy czasopisma miało znaczący wpływ to co działo się w kolejnych latach w ZPL. W 2000 roku, w konsekwencji przesilenia jakie miało miejsce w ZPL, którego efektem było funkcjonowanie przez pewien czas dwóch równoległych Związków Polaków na Litwie, głównym akcjonariuszem „Naszej Gazety” został Ryszard Maciejkianiec, dotychczasowy prezes ZPL, nieuznawany w tym momencie przez większą część członków organizacji. „Nasza Gazeta” stała się w pewnym sensie prywatnym czasopismem Ryszarda Maciejkiańca. W następnych miesiącach, prawdopodobnie pod wpływem toczącego się sporu o prawa do tytułu gazety, między Zarządem Głównym ZPL i osobami skupionymi wokół Ryszarda Maciejkiańca, w listopadzie 2001 roku doszło do przekształcenia tego tytułu w gazetę „Nasz Czas”. Była to inicjatywa łącząca trzy czasopisma polskie wydawane na Litwie („Nasza Gazeta”), Łotwie („Latgalia”) i w Estonii („Nasza Polonia”).   Sam redaktor naczelny, którym był Ryszard Maciejkianiec pisał o tym w ten sposób:

Z pewnym smutkiem, z resztą jak i nasi wierni Czytelnicy, rozstajemy się ze starym tytułem, do którego zdążyliśmy się przywiązać. Współpraca trzech redakcji oraz inne uwarunkowania, podyktowały takie zmiany. Miejmy nadzieję, że jak i dotychczas, sprostamy wyzwaniom czasu, wprowadzając wspólnie z Czytelnikami na łamy „Naszego Czasu” kolejne interesujące tematy i propozycje. Zresztą przegląd wydarzeń w tych trzech krajach i dorobku polskich społeczeństw będą na pewno skłaniały do przemyśleń, poszukiwań nowych rozwiązań, prowadząc do wzajemnego ubogacania się poprzez wymianę informacji i doświadczeń.
Nazwa „Naszej Gazety” zostanie w podtytule oraz w nazwie spółki, wydającej „Nasz Czas”. Ten, kto zaprenumerował „Naszą Gazetę” do końca roku oraz na rok przyszły nie musi mieć obaw - otrzyma „Nasz Czas”. Zresztą tematyka wileńska będzie również dominowała na łamach „NCz”.

Po pojawieniu się periodyku „Nasz Czas”, na prośbę Zarządu Głównego ZPL, od 2002 roku „Nasza Gazeta”, jako organ ZPL, wydawany był jako dwustronicowa wkładka do gazety samorządu rejonu wileńskiego - „Tygodnik Wileńszczyzny” (wcześniejszy tytuł „Przyjaźń”). Aktualnie gazeta jest wydawana jako osobny periodyk, a jej redaktorem jest Janina Lisiewicz. Dzisiaj tygodnik można zaprenumerować, co zawsze było podstawową formą rozpowszechniania polskiej prasy na Litwie, można go także kupić w oddziałach i kołach ZPL. Jest także dostępny w prenumeracie.
Od 2021 przed Sądem Rejonowym dla Warszawy Śródmieścia w Warszawie toczy się proces karny dotyczący oskarżenia przez polską prokuraturę na mocy prawa polskiego o poważne nadużycia i nieprawidłowości przy rozliczaniu projektów ZPL dotyczących wydawania tygodnika „Nasza Gazeta” w latach 2014-2016.